# Mount Bachelor
Mount Bachelor je v současnosti neaktivní sopka, nacházející se ve státě Oregon v USA. Erupce stratovulkánu, tvořeného čedičovými a andezitovými lávami, neměly dlouhé trvání – sopka začala svoji činnost přibližně před 15 000 lety a poslední erupce se odehrála před přibližně 8000 lety. V současnosti nejeví žádné známky aktivity, vulkanologové ji považují za zcela vyhaslou.